# Bærmoseskov
Bærmoseskov ved Trige, er én af de nye Aarhus Skove i Aarhus Kommune. Skoven på ca. 80 ha, blev hovedsageligt plantet og rejst i 1992, men der er skov fra 1987 og den udvides stadig med nye tilplantninger. Initiativet til skoven kom med Aarhus Kommunes 1988 plan, men den er dog en statsskov plantet af den forhenværende Skov- og Naturstyrelse (nu blot Naturstyrelsen) og Bærmoseskov drives af Den Danske Stat i det daglige. 
Bærmoseskov ligger i forlængelse af den næsten dobbelt så store Himmerigskov, der blev rejst i årene 1993-95. Skovene ses indimellem benævnt som Bærmose-Himmerig Skov.
Der er en hundeskov i den sydlige del af Bærmoseskov.

## Naturen
De mest dominerende træarter er eg og bøg, men der plantes også mange andre oprindelige danske løvtræer som lind og kirsebær. På de fugtige steder plantes rødel og ask, og spredt i skoven er der plantet frugttræer til gavn og glæde for skovgæster og skovens dyr. Nåletræerne giver variation i skoven og skjul for fugle og andre dyr om vinteren, når løvtræerne står nøgne. I skovbrynene findes buske og småtræer, som slåen, hassel og hæg. Det giver en smuk overgang fra det åbne land og beskytter samtidig træerne bagved mod vind og udtørring. Skovbrynene giver desuden skjul og føde for de mange dyr, der lever både i skov og i det åbne land. Enkelte huse er revet ned i forbindelse med skovrejsningen, men havernes træer og planter har fået lov at stå tilbage. Det kan give nogle særprægede indblandinger som f.eks. syren, forskellige buske og frugttræer, mellem skovens mere almindelige plantearter. 
Da der er langt til de nærmeste skove, tager det lang tid for en egentlig skovbundsflora at indfinde sig, så Bærmoseskov præges stadig af markens planter, såsom  brændenælde, mælkebøtte og agertidsel. Gederams har dog fundet vej hertil, som én af de få egentlige skovplanter.
I årene efter skovrejsningen, var det hovedsageligt dyrene fra det åbne land der prægede Bærmoseskov, såsom hare, fasan og agerhøne. Med tiden er der dog kommet egentlige skovdyr til. Det gælder f.eks. rådyr som er ret talrige, ræve der har kunne grave huler i de anlagte grøfter og egern. Fuglelivet har også ændret sig med tiden og man kan i dag høre sangdrossel, løvsanger og skovskade fra tykningerne. Derimod er hulrugende fugle som mejser og rødstjert stadig sjældne, da der endnu ikke er gamle træer med muligheder for redepladser.
Oprindeligt var der en mose i området, hvor Bærmoseskov står i dag. Den blev imidlertid drænet bort og jorden blev udlagt til landbrugsaktiviteter, som det også kendes fra mange andre steder i Danmark. De nedgravede dræn, vil dog med tiden blive blokeret af de nye træers rødder, så man har fundet det nødvendigt at grave åbne kanaler til vandet i området, for at undgå tilsumpning. I forbindelse med den nye skov er der på den måde også skabt nye livsbetingelser for de dyr og planter, der typisk findes nær åer og vandløb.
I den nordvestlige ende ligger Lergraven, en mergelgrav med mulighed for at fange bl.a. karper og karusser.

## Skovbrug og jagt
På grund af Bærmoseskovs isolation fra andre skove, er den ideel til frø-avl og en del af skoven anvendes således til produktion af Sitkagran-frø.  
Naturstyrelsen driver jagt i skoven. Både uddannelsesjagt og selskabsjagt.